# Celostátní setkání mládeže
Celostátní setkání mládeže (CSM) je mládežnická akce, kterou v rámci celé řady států pořádá římskokatolická církev. Smyslem setkání je pomoci mladým lidem upevnit jejich vztah s Bohem a nalézt inspiraci pro další dynamiku tohoto vztahu. Setkání je doprovázeno bohatým, duchovně a kulturně zaměřeným programem.
CSM představuje určitou obdobu největší světové mládežnické akce katolické církve, kterou jsou Světové dny mládeže, které se konají každé 2–3 roky. Někdy může být celostátní setkání přípravou na tuto větší akci, někdy probíhá souběžně s ní (zejména pokud větší akce probíhá mimo Evropu a je tedy pro českou mládež obtížné se jí zúčastnit).

## Setkání v České republice
Celostátní setkání mládeže je největší opakovanou mládežnickou akcí spojenou s katolickou církví v České republice. Týdenní akce probíhá v létě a setkávají se na ní tisíce mladých křesťanů z celé země. V současné době jsou organizátory Sekce pro mládež České biskupské konference a Asociace křesťanských sdružení mládeže. Cílovou skupinou akce jsou mladí lidé ve věku 14–30 let.

### Dosavadní setkání
- Celostátní setkání mládeže 1993 (Velehrad, asi 8 000 účastníků)[1]
- Celostátní setkání mládeže 1999 (Svatá Hora, asi 4 000 účastníků)[1]
- Celostátní setkání mládeže 2002 (Žďár nad Sázavou, asi 5 000 účastníků)[1]
- Celostátní setkání mládeže 2007 (Tábor-Klokoty, asi 6000 účastníků)[2]
- Celostátní setkání mládeže 2012 (Žďár nad Sázavou, asi 6000 účastníků)[3]
- Celostátní setkání mládeže 2017 (Olomouc, přes 6000 registrovaných účastníků, 500 registrovaných rodin)
- Celostátní setkání mládeže 2022 (Hradec Králové, asi 5000 registrovaných účastníků a 400 rodin)
- Celostátní setkání mládeže 2026 (Ostrava)

K celostátním setkáním mládeže bychom mohli zařadit také setkání mládeže z ČR a Slovenska v roce 2008 – tzv. Activ8 (Velehrad). Celostátní setkání mládeže v Olomouci (a na Svatém Kopečku) přenášela v srpnu 2017 (ve dnech 15. – 20. 8.) z Korunní pevnůstky TV Noe v plném rozsahu. Průběžně hrály a zpívaly dva soubory, Sněženky od Panny Marie Sněžné z Olomouce a Srdcaři od Nejsvětějšího Srdce Ježíšova z Prahy. Vystoupil i známý písničkář Pavel Helan s velmi úspěšnou písní „Prosím Tě buď se mnou“ (Buď se mnou, za svitu mobilů tisíců účastníků v olomoucké Korunní pevnůstce, kde se hlavní část týdenního setkání mládeže v srpnu 2017 odehrávala), který měl ještě další doprovodný večerní kulturní program pro mládež na olomouckých náměstích. Některé písně z tohoto setkání téměř zlidověly. Olomouckého setkání mládeže se také aktivně zúčastnili všichni čeští biskupové, včetně olomouckého a pražského arcibiskupa (Jan Graubner, Dominik kardinál Duka).
Další CSM bylo připravováno na srpen 2022. Dějištěm byla východočeská metropole Hradec Králové. Podobně jako v Olomouci 2017 Korunní pevnůstka hostily po celý týden (8. až 12. srpna 2022) mladé účastníky CSM 2022 prostory Univerzity Hradec Králové. Následovalo setkání rodin tamtéž a slavnostní nedělní zakončení (13. a 14. srpna). Kulturní akce, mše, doprovodný program i zpravodajství z CSM přenášela TV Noe po celý týden přímým přenosem.